# Amecomycter bicoloripennis
Amecomycter bicoloripennis is een keversoort uit de familie Mauroniscidae. De wetenschappelijke naam van de soort is voor het eerst geldig gepubliceerd in 1928 door Pic.